# Зденка Коутенська
Зденка Коутенська (*30 липня 1931, Хуст) — чеський культурний діяч, перекладачка з української мови. 

## Біографія
1950—1955 вивчала богемістику і україністику в Празькому університеті. 
Автор статей про українську літературу («Чеські переклади з творчості І. Франка», 1957). 
Перекладає твори українських, польських письменників. 
В її перекладі вийшли романи «Лебедина зграя» Василя Земляка (1974), «Біла тінь» (1980) та «Обвал» (під назвою «Полуда з очей», 1989) Юрія Мушкетика, оповідання «Сільський учитель» Євгена Гуцала (1979). 
Для збірки сучасної української прози «Хлібина на двох» (1986) переклала окремі твори Володимира Яворівського, Валентина Тарнавського, Євгена Гуцала, Л. Шевченко та Ніни Бічуї.